# 미스 그랜드 인터내셔널 2019
제7회 미스 그랜드 인터내셔널 2019(Miss Grand International 2019) 대회는 2019년 10월 25일에 베네수엘라 카라카스 에드 데 카라카스에서 개최되었으며 60개국이 참가했다. 2018 미스 그랜드 인터내셔널 우승자인 마리아 클라라 소사 페르 도모가 새로운 우승자인 베네수엘라 루르드 발렌티나 피게 라 모랄레스 에게 왕관을 수여하였다.

## 심사 위원
- 루다 루고 – 호텔 타마 나코의 총지배인
- 테레사 차이 비 수트 – 미스 그랜드 인터내셔널 부사장
- 로이즈 곤잘레스 – Nuestra Tierra Foundation의 CEO
- 조지 비틀즈 – 왕관 디자이너
- 페드로 듀란 – 가수와 기업가
- 나왓 이타 라그 리실 – 미스 그랜드 인터내셔널조직 회장

## 결과

### 최종 결과
| 득점결과                    | 참가자 |
| --------------------------- | --- |
| 미스 그랜드 인터내셔널 2019 | - 베네수엘라 – 루르드 발렌티나 피게 라 모랄레스 |
| 2위                         | - 멕시코 – 마리아 말로 주 베라 |
| 3위                         | - 태국 – 아라야 수파 루크 |
| 4위                         | - 파나마 – 카르멘 니네 라 |
| 5위                         | - 브라질 – 마조리 마르셀 |
| Top 10                      | - 오스트레일리아 – 테일러 카레 - 에콰도르 - 마라 베르두가 - 페루 – 카밀라 스크라이벤스 - 푸에르토리코 – 헤이젤 멘데스 - 베트남 – 응 우옌 언론 |
| Top 21                      | - 남아프리카공화국 – 벨 린데 슈 뢰이 더 - 칠레 - 프란체스카 세발 로스 - 콜롬비아 – 안드레아 킨 테로 - 코스타리카 – 브렌다 카스트로 - 스페인 – 아이 나라 빌라 모어 - 과테말라 – 단 니아 모핀 - 아일랜드 – 수 다완 캄디 - 일본 – 아델린 미나토야 - 파라과이 – 밀레나 몬세 라트 - 체코 – 마리아 보이 첸코 - 도미니카 공화국 – 스테파니 리즈 |

### 특별상
- 수영복 최고:  파나마 – 카르멘 니네 라
- 전통의상:  에콰도르 - 마라 베르두가
- 인기 투표:  베트남 – 응 우옌 언론
- 최고의 이브닝 가운:  페루 – 카밀라 스크라이벤스

## 참가자 명단
| 미스 그랜드 인터내셔널 개최국                |                                                       |                                            |
| 이전 미스 그랜드 인터내셔널 2018 미얀마 양곤 | 현재 미스 그랜드 인터내셔널 2019 베네수엘라, 카라카스 | 이후 미스 그랜드 인터내셔널 2020 태국 방콕 |

| 미스 그랜드 인터내셔널 우승자                         |                                                              |                                      |
| 이전 미스 그랜드 인터내셔널 2018 파라과이 클라라 소사 | 현재 미스 그랜드 인터내셔널 2019 베네수엘라 발렌티나 피게 라 | 이후 미스 그랜드 인터내셔널 2020 TBA |